# الیو برنچ (میسیسیپی)
الیو برنچ (به انگلیسی: Olive Branch) شهری در ایالت میسیسیپی کشور ایالات متحده آمریکا است که جمعیت آن در سرشماری سال ۲۰۱۰ میلادی، ۳۳٬۴۸۴
نفر بوده‌است.